# Clemente Biondetti
Clemente Biondetti (Buddusò, 18 de agosto de 1898 — Florença, 24 de fevereiro de 1955) foi um automobilista italiano que participou do Grande Prêmio da Itália de Fórmula 1 de 1950.